# Cathedral of Learning
La Cathedral of Learning (catedral del saber) és un gratacel on es troben els locals de la universitat de Pittsburgh. Té una alçària de 163 metres, va ser dissenyada per l'arquitecte Charles Klauder i va ser construïda entre 1926 i 1936, en un estil neogòtic del qual és un dels darrers representants. L'immoble ha estat classificat monument històric el 1975.
A les darreries de 2009 era un dels 10 edificis més alts de Pittsburgh, un dels més alçària del món consagrat a l'ensenyament i el segon més alt del món d'estil neogòtic darrere del Woolworth Building.

## Galeria

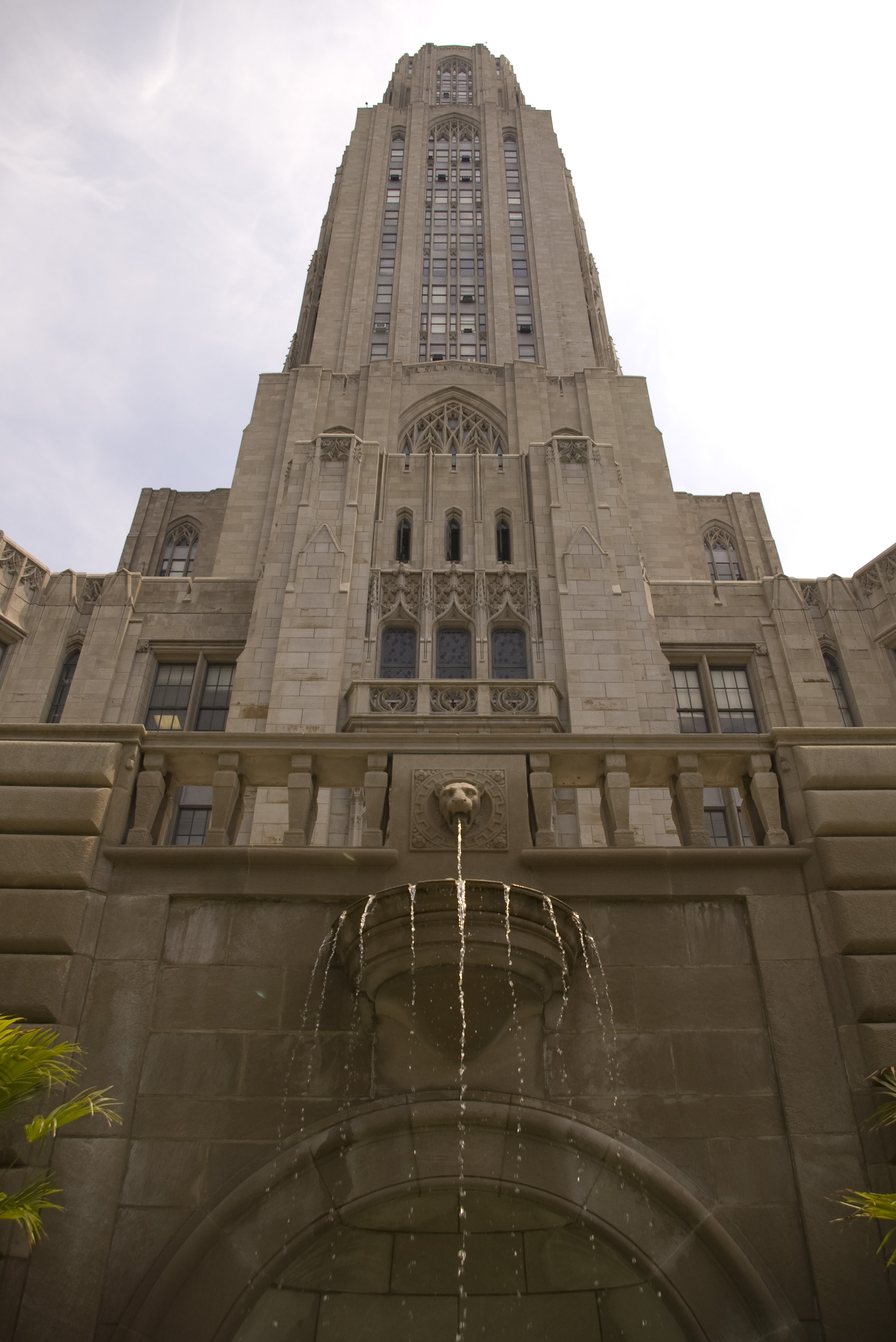
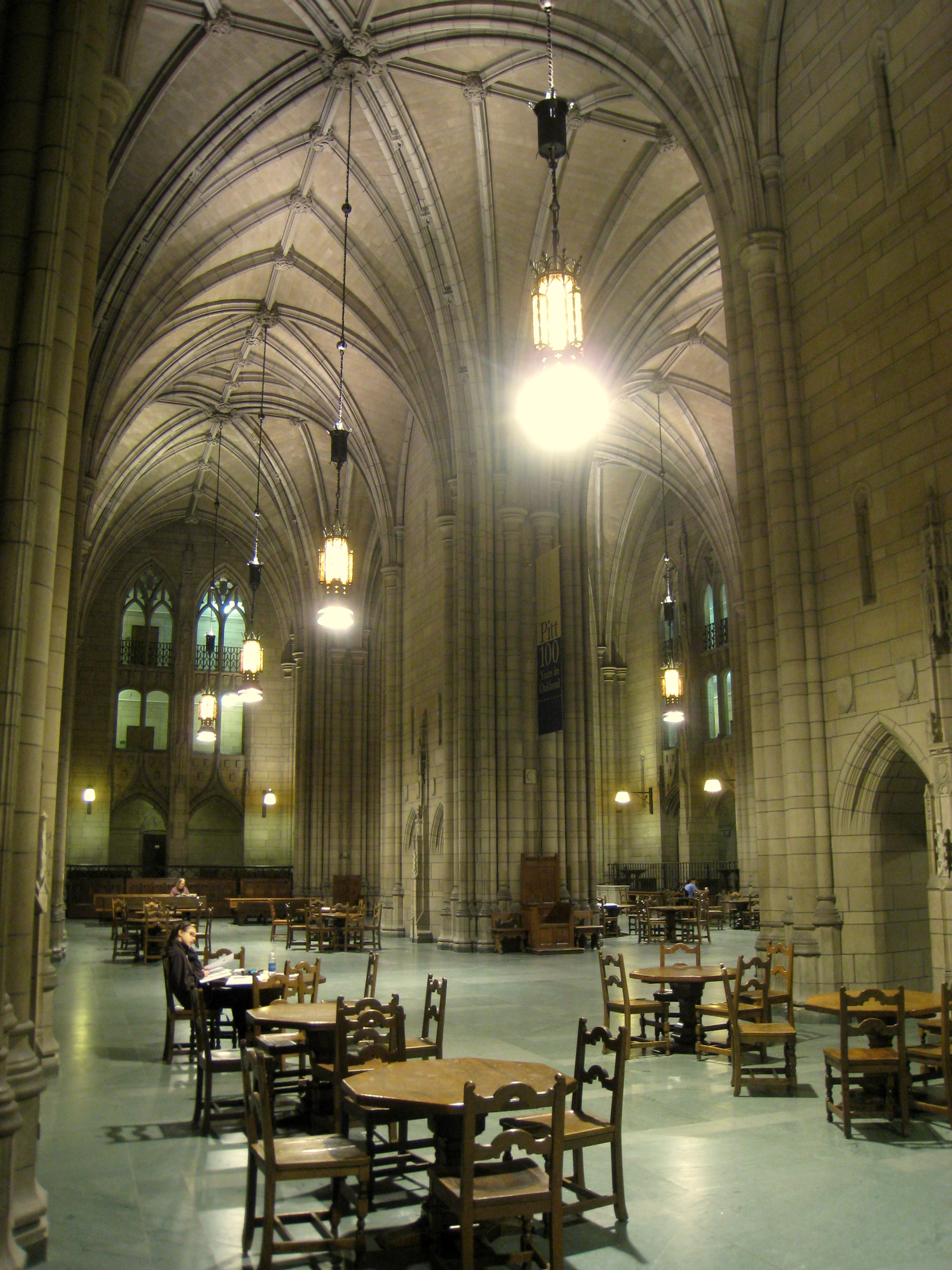
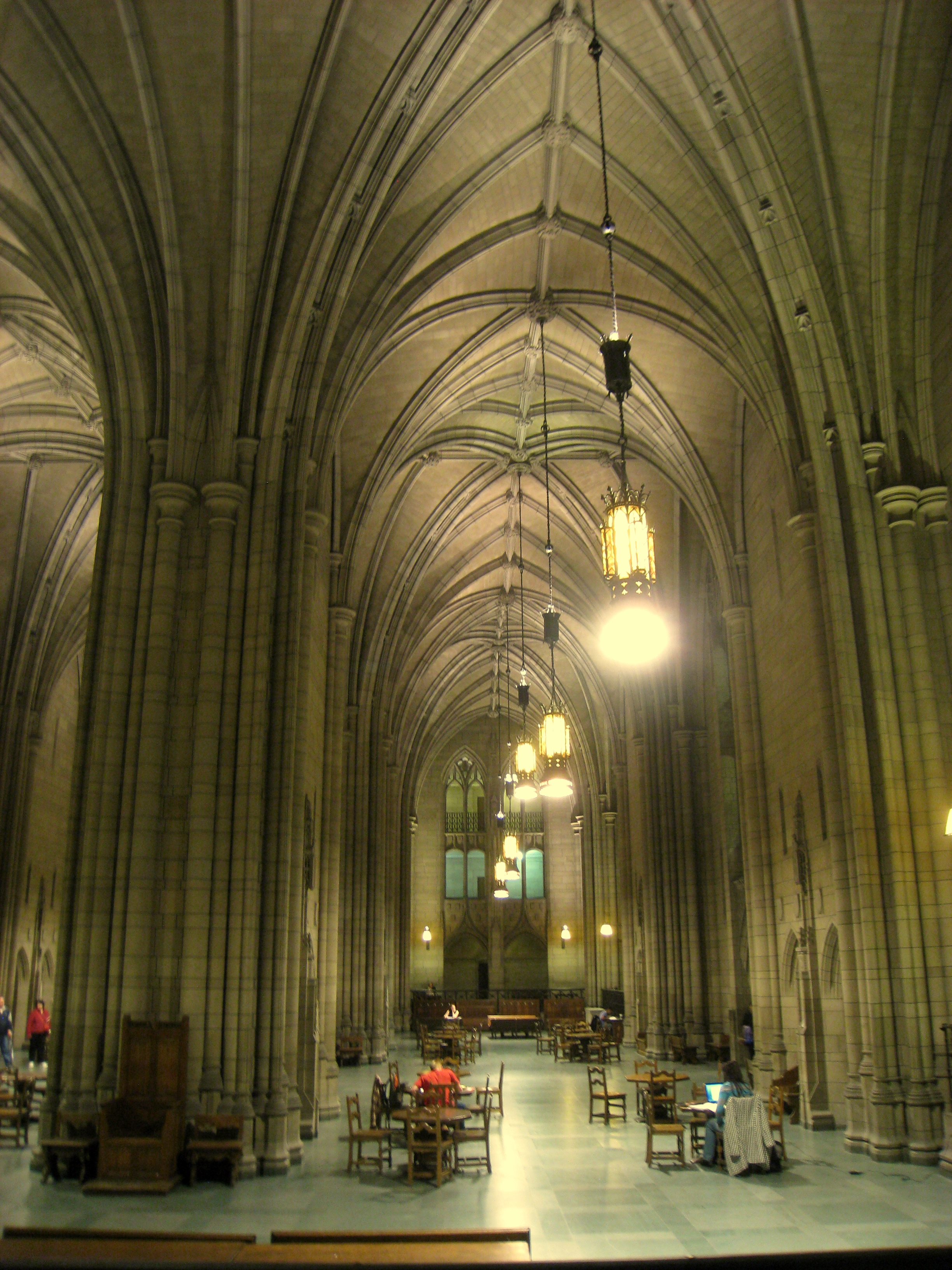